# Municipio Los Taques (Falcón)
Los Taques es uno de los 25 municipios que forman parte del Estado Falcón, en Venezuela. Está ubicado al oeste de la Península de Paraguaná; limita al norte con el mar Caribe y el Municipio Falcón, al sur con el Municipio Carirubana, al este con el Municipio Falcón y al oeste con el Mar Caribe (Golfo de Venezuela). Tiene una superficie de 231 km² y una población de 50 208 (censo 2011), su capital es Santa Cruz de Los Taques. La actividad petrolera en especial la refinación es el principal rubro económico del municipio, el turismo es la segunda actividad en importancia.
El primer busto del Libertador Simón Bolívar fue develado el 5 de julio de 1957.

## Toponimia

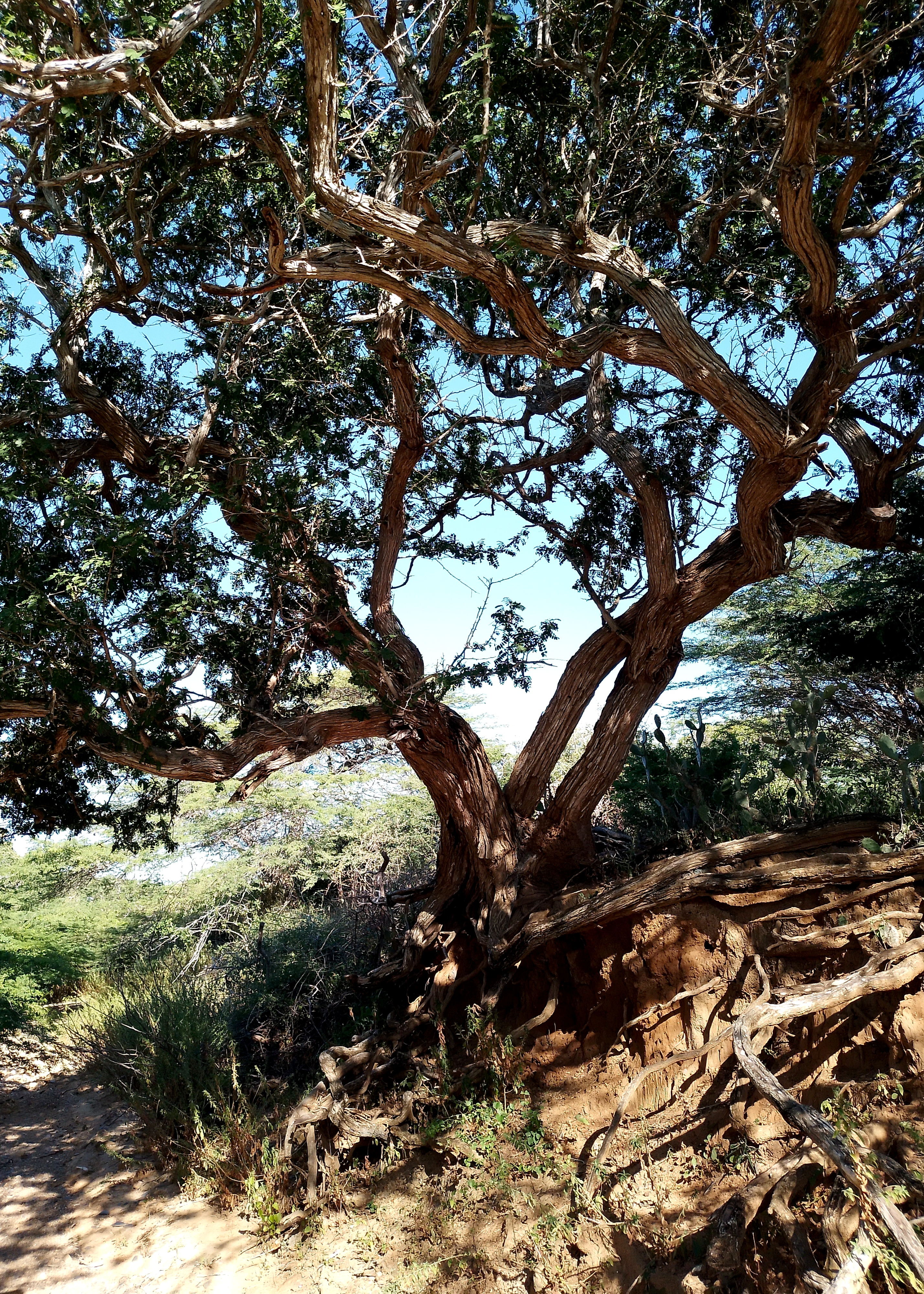
Árbol Taque (Geoffroea spinosa) que da nombre a la zona.

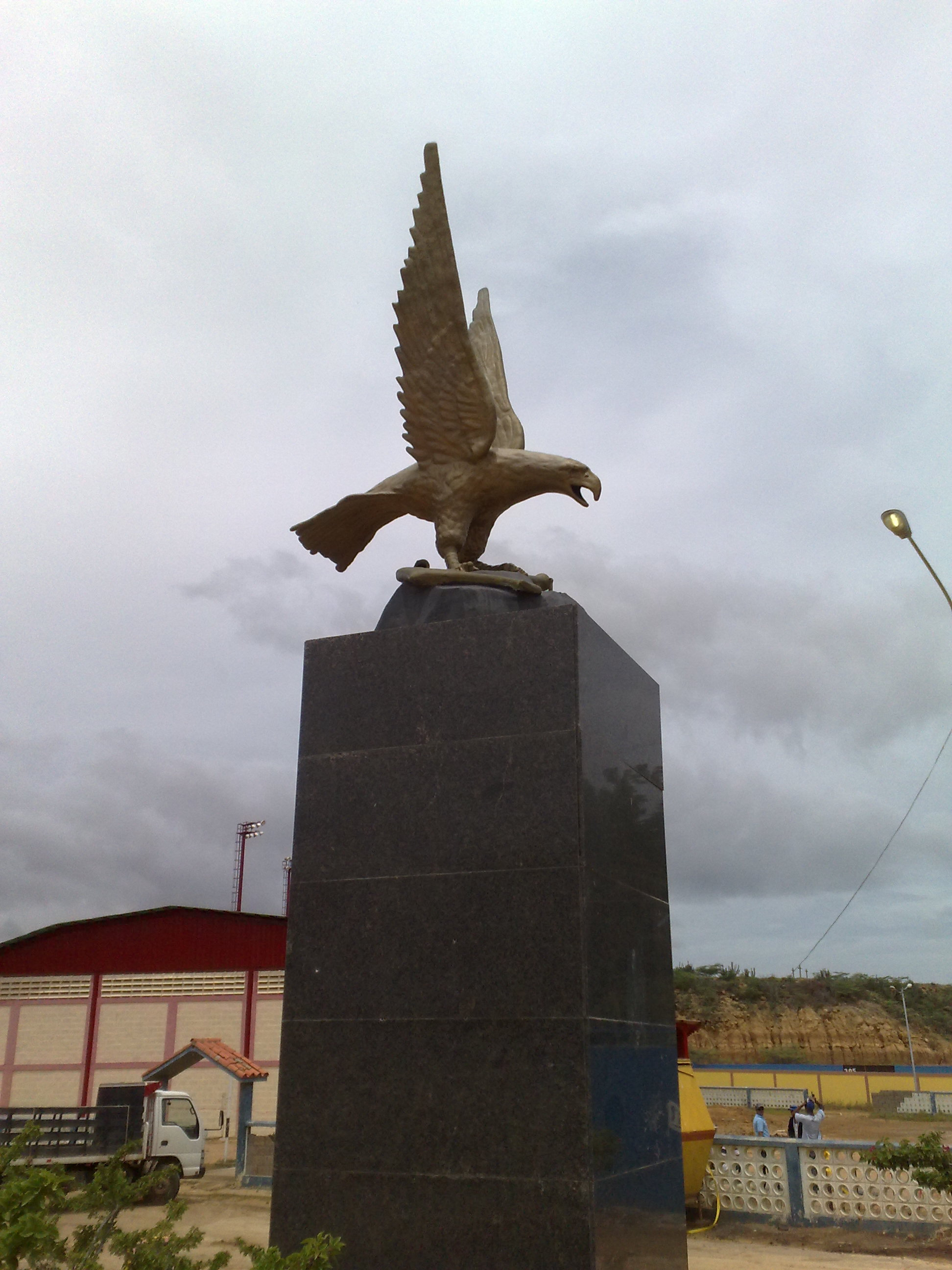
Plaza El Águila, en honor a la Batalla naval del Lago de Maracaibo.

El nombre proviene de una planta del árbol: Geoffroea spinosa, en este municipio, ya que se dice que en pueblos cercanos aún se da esta planta, la cual produce un fruto muy parecido a la nuez.
Cuenta la leyenda que a la llegada de los españoles interrogaron a los indígenas de la zona sobre unos sacos que trasladaban en su espalda, a lo que ellos respondían «Taque», «Taque», dando origen al nombre de la población, y más recientemente, a todo el municipio. La Universidad Francisco de Miranda donó a la población una pequeña planta de "Taque" y hoy en día ésta crece frondosa en la Plaza Bolívar del pueblo, siendo ésta una de las oportunidades que tienen propios y extraños de conocer tan famosa planta, también la hay en un pueblito llamado El Pizarral, perteneciente a San José de Cocodite Municipio Falcón. Cerca de Los Taques existen otras pequeñas poblaciones con nombres parecidos: El Tacal y El Taque, presumiéndose que esos nombres también provienen del nombre de esta planta.

## Su papel en la historia de Venezuela
El 24 de julio de 1823 se desarrolló la Batalla naval del Lago de Maracaibo, la cual selló la independencia de Venezuela. En Los Taques se encuentra una plaza con una figura de águila de bronce, llamada Plaza El Águila. Este monumento fue colocado por la Armada Venezolana el 24 de julio de 1974 en un acto muy significativo, el cual contó con la presencia del Ministro de la Defensa y otros ministros.
La razón de este homenaje fue que de esta población partió el general José Prudencio Padilla hacia la Batalla naval del Lago de Maracaibo. En esa época Los Taques era un puerto importante de aprovisionamiento, especialmente hacia las islas del Caribe, Aruba y Curazao, y el Lago de Maracaibo. En esta población, los navegantes adquirían carne de chivo salada, queso y leche de cabra, sal, maíz, granos y todas aquellas provisiones necesarias para el viaje, producidas en la Península de Paraguaná.
El general José Prudencio Padilla no solo se abasteció de provisiones militares en la localidad de Los Taques, en vísperas de la Batalla Naval del Lago de Maracaibo (1823), sino que además varios habitantes del municipio y de zonas circundantes se unieron a sus filas para combatir por la independencia de Venezuela.
En honor a este episodio histórico, se erigió en Los Taques la Plaza El Águila, como símbolo de tributo a la Batalla del Lago de Maracaibo, considerada uno de los eventos decisivos que selló la independencia venezolana frente al dominio colonial español.

## Historia y Símbolos municipales

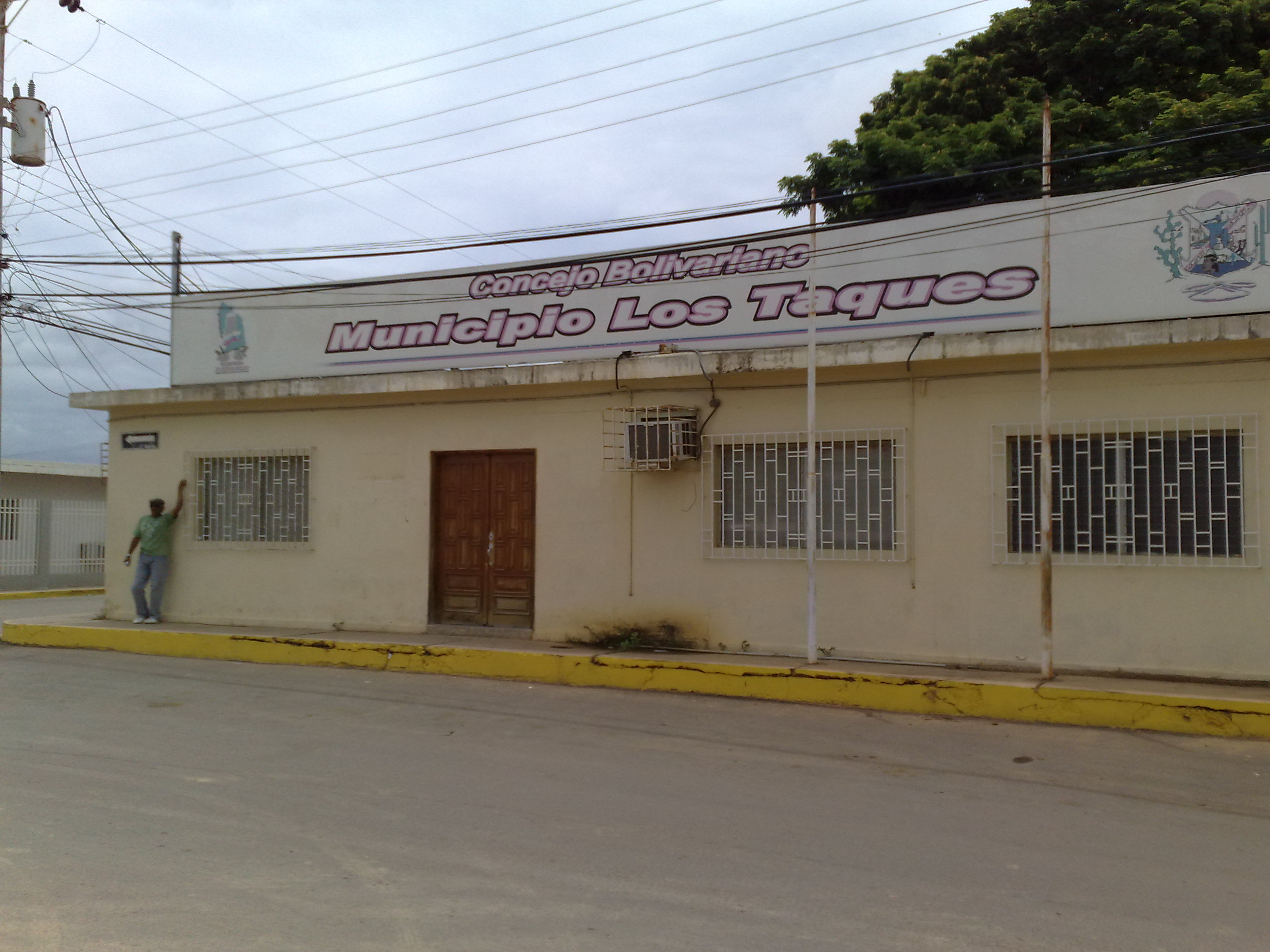
Concejo Municipal del municipio Los Taques, antigua sede de la alcaldía.

El Municipio Los Taques logra su autonomía el 27 de septiembre de 1987.
Antes del año 1987, toda la península de Paraguaná era un solo municipio, llamado en aquel entonces "distrito". Su nombre era el Distrito Falcón y su capital la población de Pueblo Nuevo. Es decir, toda la península dependía de este pequeño pueblo en la parte oriental de Paraguaná.
Posteriormente los pobladores de la parte comercial de la península de Paraguaná, Punto Fijo y sus alrededores, gestionan y logran su autonomía, creando un nuevo municipio, hoy conocido como el Municipio Carirubana, incluyendo la Refinería Cardón en este nuevo municipio.
Luego algunos habitantes de Los Taques siguen el ejemplo de Punto Fijo y logran su autonomía y crean el Municipio Los Taques, incluyendo en este nuevo municipio la Refinería de Amuay. De esta manera la península de Paraguaná queda dividida en tres municipios: Falcón (nombre y capital original), Carirubana y Los Taques. Así se originó el Municipio Los Taques, en su actual estado político y territorial. Su capital es Santa Cruz de Los Taques, llamada tradicionalmente Los Taques, sin el Santa Cruz. Una vez creado, le fue asignado el nombre del pequeño pueblo.

### Himno municipal
Coro

¡Adelante Taquense, Adelante!
Que está tierra de Dios es bendita
Si es la gloria de todos la cita
caminemos con paso triunfante.

I

De este suelo grandioso partió
nuestra fuerza patriota a triunfar
y en heroica batalla naval
al infame opresor derrotó

II

Es la tierra que tienes por cuna
un prodigio de vida y amor,
eres ruta soñada del sol
un remanso bañado de luna.

III

La bandera de la dignidad
flameara por siempre ondulante
al compás de una estrella radiante
bajo el cielo de la libertad.
Letra: Ramón Ibrahím Petit Pérez

Musica: Victor Eberto Ocando Lugo

### Bandera municipal

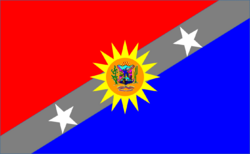

El 23 de septiembre del 2016, en la sede de concejales del Concejo Municipal, se reunió la Comisión Evaluadora de los diseños para la escogencia de la bandera del municipio. Los diseños evaluados fueron sacados de sobres identificados sólo con seudónimos, en realidad, todos resultaron ser muy buenos, no fue fácil la selección. El diseño seleccionado por la Comisión Evaluadora fue el elaborado por Alberto Zavala Urbina.
La Comisión estuvo integrada por las siguientes personalidades:
- Presidente de la Cámara, el TSU José David Falcón Villa
- La Licenciada Suett Heredia en representación de PDVSA-CRP
- La Profesora Emilia Henriche, Jefa del Municipio Escolar
- La Profesora Hilva Primera de Díaz
- El Abogado Amabiles Aldama, Registrador Civil Municipal
- El Licenciado Inti Clark, Coordinador de Cultural de la Universidad Bolivariana de Venezuela (la sede principal de la UBV está en Los Taques)
- El concejal Romni Falcón
- La Licenciada Franlizmar Calvillo, Presidenta del Instituto de Cultura y Turismo de la Alcaldía
- El Profesor Jesús Muñoz Freites, Cronista Oficial del Municipio.[2]

### Explicación del diseño
Consta de tres franjas:
Una roja, una gris y una azul; lleva en el centro el escudo dentro de un sol radiante, en la franja gris se ubican dos estrellas. La franja roja representa la valentía y participación del pueblo taquense en las guerras de Independencia y Federal. La franja gris representa el Centro de Refinación Paraguaná, el más grande del mundo, integrado por las Refinerías de Amuay y Cardón, aunque esta última se ubica fuera del ámbito territorial. La franja azul simboliza las costas y la actividad pesquera. Se recuerda que Amuay, Villa Marina y Santa Cruz de Los Taques están estrechamente vinculadas al mar. 
El escudo, símbolo emblemático, está dentro de un sol radiante, el cual cada día cubre con su esplendor la tierra taquense. Las estrellas representan las dos parroquias que integran el municipio: la de Los Taques y la de Judibana dónde simbolizan la paz y la hermandad entre los taquenses.

### Escudo Municipal
Primer cuartel.
 Simboliza el proceso socioeconómico. El gran salto hacia la industria internacional.

Segundo cuartel.
 Simboliza aspectos religiosos-culturales. Nuestra edificación religiosa y el árbol Taque.

Banda central.
 
Simboliza la ruptura de las cadenas de la opresión hispana. El triunfo de la Batalla Naval del Lago el 24 de julio de 1823, planteada desde esta ensenada.

Tercel cuartel.

Simboliza juventud, estudio y trabajo, como las armas prometedoras de un futuro mejor.

Cuarto cuartel.
 simboliza la colonización, la llegada de Alonso de Ojeda en Punta de Los Taques el 3 de mayo de 1502.

A sus lados la representación de nuestra flora y fauna, debajo nuestras fechas marcadoras de cambio y arriba el imponente sol mostrando el nuevo acontecer.

Diseño: Nohemí González (Septiembre de 1992)

Digitalización: Guillermo Zea (Septiembre de 2019)

## Política y gobierno
Antes de convertirse en municipio autónomo, Los Taques dependía del distrito Falcón y su capital Pueblo Nuevo. En esa época Los Taques solo contaba con un Concejal como representante en el distrito y localmente con una Junta Comunal. A partir de 1990, cuando Los Taques obtuvo su autonomía ha sido gobernada por los siguientes alcaldes:

### Alcaldes
| Período     | Alcalde                    | Partido político / Alianza | % de votos | Notas |
| ----------- | -------------------------- | -------------------------- | ---------- | --- |
| 1989 - 1992 | Gregorio Irausquín Quevedo | Copei                      | 47,86      | Primer alcalde bajo elecciones directas |
| 1992 - 1995 | Gregorio Irausquín Quevedo | Copei                      | 60,05      | Reelecto |
| 1995 - 2000 | Alexis Acosta              | AD                         | -          | Segundo alcalde bajo elecciones directas (se realizaron elecciones generales adelantadas en el 2000) debido a la aprobación de la Constitución de 1999) |
| 2000 - 2004 | Alexis Acosta              | AD                         | 47,06      | Reelecto |
| 2004 - 2008 | José Luis Iglesias         | MVR                        | 45,93      | Tercer alcalde bajo elecciones directas |
| 2008 - 2013 | José Luis Iglesias         | PSUV                       | 51,34      | Reelecto |
| 2013 - 2017 | José Luis Iglesias         | PSUV                       | 52,39      | Reelecto |
| 2017 - 2021 | José David Falcón Villa    | PSUV                       | 65,21      | Cuarto alcalde bajo elecciones directas |
| 2021 - 2025 | Maria Arcaya               | PSUV                       | 45,82      | Quinta alcalde bajo elecciones directas. |
| 2025 - 2029 | Maria Arcaya               | PSUV                       | 86,77      | Reelecta |

## Fiestas patronales
Las fiestas patronales de Los Taques se celebran el día 3 de mayo, en honor a la Santísima Cruz de Mayo. Es errado pensar que Los Taques se fundó el día 3 de mayo. En realidad se fundó en el mes de septiembre. Según la tradición, las fiestas patronales se celebran en honor a la Santísima Cruz, ya que los españoles al llegar a Los Taques, seleccionaron la cruz como patrona de Los Taques, y puesto que la fiesta de la cruz se celebra el 3 de mayo en todo el país, a eso se debe la celebración en esa fecha.
La celebración de las fiestas patronales en Los Taques se preparan con mucha antelación. Se nombra un comité de fiestas el cual será el encargado de organizar todo lo relacionado con la celebración. A finales del mes de abril se inician las celebraciones, se elige la reina y se realizan bailes y otras actividades, principalmente en la plaza Bolívar de Los Taques. La fiesta principal se realiza el día 2 de mayo, a la víspera del día de la Cruz. Por lo general se presenta un par de grupos musicales de renombre nacional y varios grupos locales, se lanzan hermosos y multicolores fuegos artificiales y se celebra casi hasta el amanecer. Las fiestas patronales de Los Taques son famosas a sus alrededores, en todo el Estado Falcón y en las islas vecinas de las Antillas.
El día 3 de mayo, en la tarde, se realiza una hermosa procesión, desde el centro de Los Taques, hasta un sitio a la orilla de la playa, en el cual, según la tradición, los españoles colocaron la cruz por primera vez, al llegar a este territorio.
Las fiestas de mayo también representan un sitio de reencuentro para las familias taquenses. Muchos de ellos residenciados en diferentes partes de Venezuela y el exterior, regresan esos días para celebrar en su pueblo natal y reencontrarse con sus amigos, familiares, sus raíces y el pueblo que los vio nacer.
Paralelamente a esta celebración popular la iglesia católica desarrolla una programación religiosa durante toda la semana.

## Lugares de interés

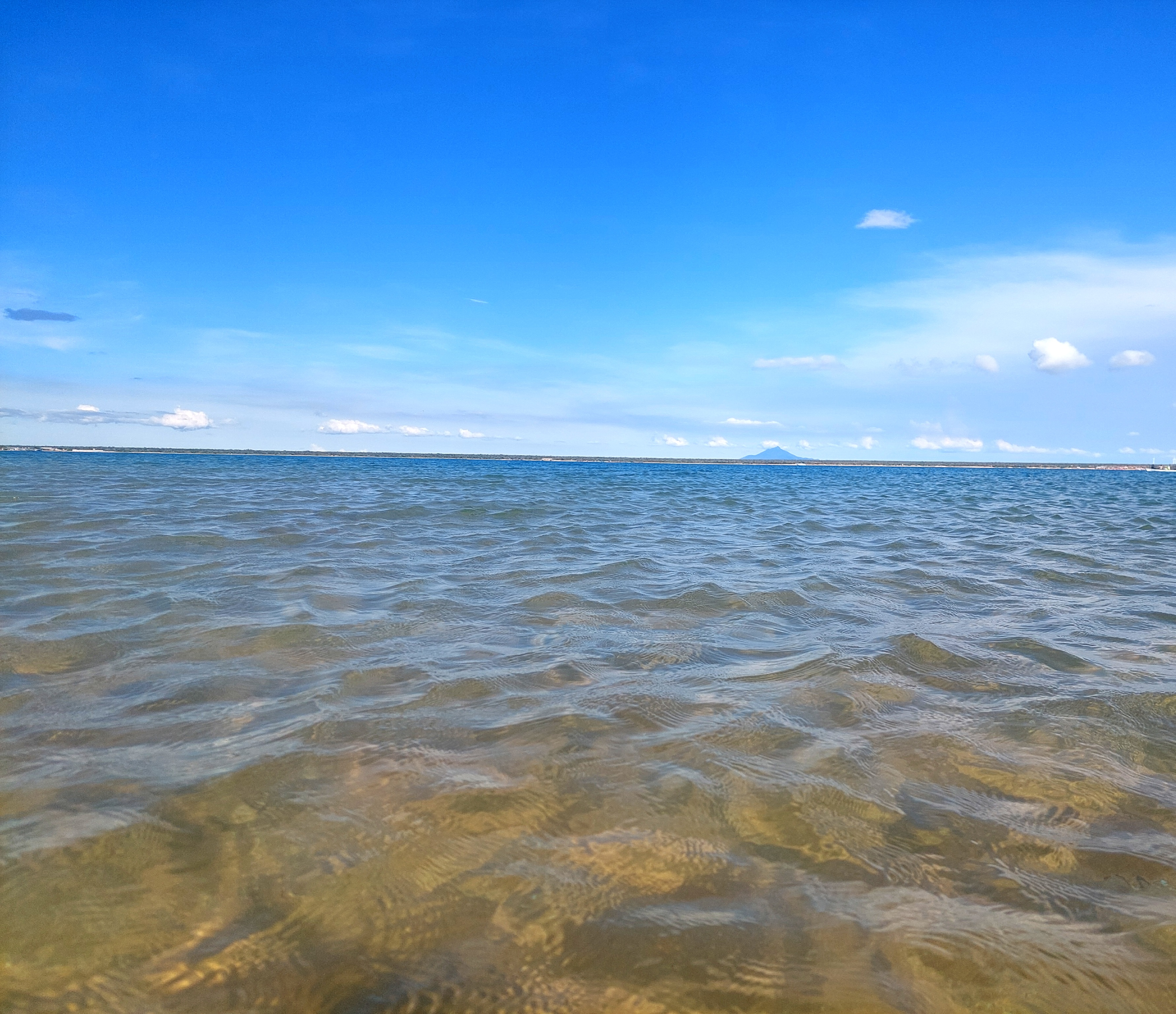
Playa El Pico

El principal atractivo turístico del municipio son sus playas, ampliamente reconocidas a nivel nacional. Durante cada temporada vacacional, miles de temporadistas provenientes de distintas regiones de Venezuela se trasladan hacia sus costas con el propósito de disfrutar del mar y las actividades recreativas vinculadas al litoral.
Entre los balnearios más representativos del municipio destacan: Amuay, Villa Marina, Paseo El Ñato, Puerto Azul, El Pico y La Playita, todas ellas distribuidas a lo largo del frente costero y caracterizadas por su belleza escénica, arenas blancas y accesibilidad turística.

## Economía
En este municipio se encuentra ubicada una de las refinerías de petróleo más grande del mundo, la refinería de Amuay, perteneciente a la empresa estatal PDVSA. 

## Centros poblados

### Santa Cruz de Los Taques
Poseedora de hermosas playas. Llamada simplemente Los Taques. Un pueblo que se había mantenido prácticamente igual desde el siglo XIX. Un casco central con una Plaza Bolívar y casas típicas de la época de la colonia. Poco a poco ha venido poblándose sin ninguna planificación urbana.
A raíz de la implementación del Decreto “Paraguaná Zona Libre de Inversión Turística", gran cantidad de turistas se dirigen todos los fines de Semana hacia Punto Fijo, con el fin de adquirir productos en la zona comercial de Punto Fijo. Una buena parte de estos turistas se dirigen a Los Taques para aprovechar sus hermosas playas. Esto ha traído como consecuencia una gran demanda para hospedajes, por lo que han estado apareciendo algunas posadas, aun cuando no en número suficiente.
En esta población fue construido por el Estado Venezolano el astillero para la construcción y reparación de barcos petroleros más grande de Venezuela, Astinave y uno de los más grandes de Latinoamérica (más grande y moderno que DIANCA en Puerto Cabello). Inaugurado en 1988, privatizado en 1992, este astillero se encuentra completamente ocioso, siendo el astillero más estratégico para Venezuela.

### Villa Marina
Hermosa población típica de pescadores. Es el pueblo más visitado por los turistas. Existe un hotel de la cadena Eurobuilding, llamado Villa Caribe. Durante más de un siglo permaneció igual. Con sus hermosas pequeñas casas a orillas de la playa y toda la población viviendo de la actividad pesquera. Posteriormente (desde hace unos 20 años), con la llegada de los turistas, se desarrolló una actividad de alquiler de casas muy interesante. Las casas de playa son alquiladas en temporada baja, a precios muy económicos.
Villa Marina, sigue teniendo un gran porvenir. Los habitantes de Villa Marina, son personas honestas y trabajadoras y sus grandes atractivos turísticos la convierten en uno de los principales destinos turísticos de Venezuela.

### Amuay
Población de pescadores, de hermosas playas, de características muy parecidas a las de Villa Marina, sin el mismo desarrollo turístico. Comienza a desarrollarse una interesante actividad de cooperativismo turístico. En esta población se encuentra un Comando de Vigilancia Costera de la Guardia Nacional.

### El Hoyito
Población rural que ha experimentado un importante desarrollo en los últimos años. En la actualidad El Hoyito cuenta con notables señales de desarrollo tales como una Escuela Bolivariana, un ambulatorio, su Consejo Comunal, suministro de víveres a través de un mercal, televisión por satélite, y acceso a Internet. Además de eso la población cuenta con un importante número de profesionales universitarios, en diferentes disciplinas.

### Cumujacoa
Población campesina de criadores de chivo y productores de queso de cabra de forma artesanal. Ubicada frente al Parque Residencial Nueva Jayana. Su patrono es San Ignacio de Loyola celebrado todos los 31 de julio de cada año.
El Tacal
Población campesina de criadores de chivo y productores de queso de cabra de forma artesanal.￼

### Guanadito
Guanadito se divide en dos sectores: Norte y Sur. Guanadito Norte: Muy campestre. Cría de chivos. Casi una prolongación de Cumujacoa, por sus características. Guanadito Sur: Sector principalmente residencial, comparte fronteras con Judibana. 

### Judibana

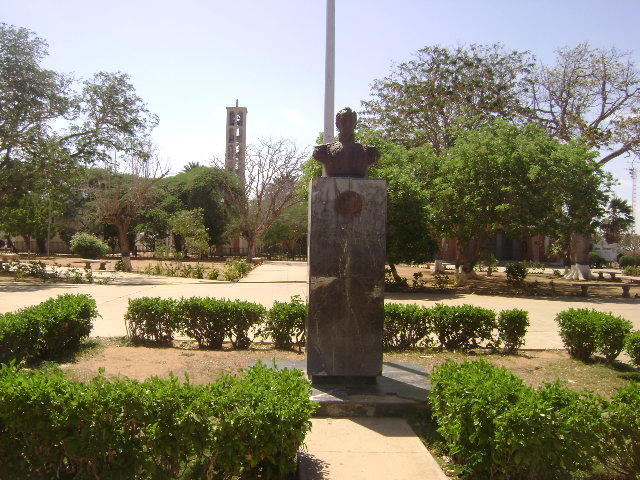
Plaza Bolívar de Judibana, Municipio Los Taques.

Campo petrolero, inicialmente construido para los trabajadores de la refinería de Amuay. Muy bien planificada y mantenida. Sus habitantes en su mayoría son o fueron empleados de la refinería de Amuay. Cuenta con dos clubes, Club Judibana y Club Bahía, dos centros comerciales, dos hospitales, iglesia, tres hoteles, restaurantes, avenidas, calles, aceras y brocales bien mantenidas.

### Creolandia
Centro urbano en la frontera con el Municipio Carirubana. Alta densidad poblacional. Este centro está formado por 8 sectores llamados Creolandia I, Creolandia II, Creolandia III, 4 de Febrero, El Cardonal, San Rafael, Urb. Los Médanos, La Pastora y Madre Cecilia.

### Alí Primera
Centro urbano, al lado de la Refinería de Amuay. En esta población vivió el cantautor Alí Primera durante una buena parte de su vida.

### Jayana
Centro poblado de características rurales tendiendo a urbano.

### El Oasis
El Parque Residencial El Oasis se funda el 16 de diciembre del año 2000, y su nombre se debe a esta zona árida, xerófila que servía de abrevadero de animales (chivos, ovejas, burros, entre otros); ubicado en La Parroquia Judibana, Municipio Los Taques del Estado Falcón, cuyos límites son: al norte con la carretera las Auras Jadacaquiva, al Sur: con el Aeropuerto Josefa Camejo; al Este: con Los Olivos y al oeste: con terrenos Ejidos Municipales. En principio estuvo conformada por 150 familias provenientes de la gran tragedia ocurrida el 16 de diciembre de 1999 en el Estado Vargas.